# Eladi Homs Zimmer
Eladi Homs i Zimmer Barcelona (1922) - (1998) fou un directiu empresarial i escolta català establert a Mallorca el 1954, on fundà, juntament amb Maria Ferret Espanyol, el Moviment Escolta i Guiatge de Mallorca. Era fill del pedagog Eladi Homs i Oller i de la bibliotecària de l'Institut d'Estudis Catalans, Elvira Zimmer Rodriguez-Rubi.(1894 - 1952). Casat amb Maria Ferret i Espanyol (1924 - 2012), tingué set fills.

## Biografia
Nasqué a Barcelona el 1922. S'educà a l'escola privada i va fer el batxillerat a l'Institut Escola Ausiàs Marc de la Generalitat de Catalunya, entre 1934 i 1940. Amb 12 anys s'incorporà a l'escoltisme en l'Agrupament Mare de Déu de Montserrat de la Germanor de Minyons de Muntanya on serà deixeble de Mn. Antoni Batlle. El 1938, va pertànyer a l'Agrupament Rafael de Casanovas de "Minyons de Muntanya - Boys Scouts de Catalunya", on assumeix responsabilitats de dirigent.

## Trajectòria durant el franquisme a Catalunya[1]
Després de la Guerra Civil, l'any 1940 col·labora amb Mn. Antoni Batlle en la reorganització de l'Agrupament Mare de Déu de Montserrat. Serà president de la Lliga Espiritual de la Mare de Déu de Montserrat anys més tard. Es casa el 1946 amb Maria Ferret i Espanyol. Formarà part l'any 1948 de l'equip de direcció de la Institució Catalana d'Escoltisme, com a comissari de la branca rovers el 1951. Professionalment es dedicarà a l'empresa com directiu comercial.

## Creació del Moviment Escolta de Mallorca[2]
El 1954 per motius professionals es va establir a Mallorca on fundà el Moviment Escolta de Mallorca l'any 1956 en crear la unitat Ramon Llull, acollida a una entitat anomenada Joventut Antoniana, primera del moviment a Mallorca. Dos anys més tard, el 1958 la seva dona, Maria Ferret, creà la unitat Rosa de Bardissa el primer grup femení de l'Agrupament Reina Costança fundant la branca femenina, el Guiatge Catòlic de Mallorca, lligats tots dos, jurídicament, a l'Església catòlica. Això suposa el trencament amb els models educatius que eren habituals a les Illes en aquells moments, al món escolar i a les organitzacions juvenils franquistes, com el Frente de Juventudes.
Durant aquests anys i la dècada següent, el caràcter eclesial de l'escoltisme permeté que sobrevisqués a les organitzacions juvenils afectes al franquisme i que s'hi pogués dur a terme una conscienciació dels al·lots sobre la llengua i la cultura de Mallorca. A través dels agrupaments, s'anà consolidant com un ampli moviment i prengué la caracterització actual, tot servint l'esperit fundador mitjançant una tasca pedagògica que fomentava entre els infants i joves els valors cívics, l'amor a la terra i el compromís amb la llengua i la cultura.
L'any 1961 el moviment fou reconegut quan es creà l'Oficina Diocesana d'Informació i Coordinació d'Escoltisme, de la qual fou nomenat director Eladi Homs que esdevindrà comissari general al crear-se el Moviment Escolta de Mallorca. Eladi Homs deixà Mallorca per motius professionals a finals del 1969, encara que mantingué contacte constant amb les Illes i el Moviment que ajudà a fundar. Morí 19 de maig de 1998 a Barcelona, part de les seves cendres enterrades a Mallorca (Sa Torrentera).

## Guardons i reconeixements
L'any 1994 va ser elegit juntament amb la seva dona Maria Ferret socis d'Honor del Moviment Escolta i Guiatge de Mallorca amb el número “0”, en la VII Assemblea celebrada al Santuari de Lluc. El 1997 el Govern de les Illes Balears li va atorgar el Premi Ramon Llull 
 en reconeixement de la tasca desenvolupada en els ambients juvenils catòlics de la postguerra, per la seva labor de formació dels joves, ensenyant a estimar la natura, la terra, sense haver de renunciar als orígens, a la llengua pròpia i a la cultura.

## Premi Eladi Homs
El Moviment Escolta i Guiatge de Mallorca, adherit al Moviment Scout Catòlic crea en el seu honor els “Premi Eladi Homs” i “Premi Maria Ferret” que convoca la “Fundació Maria Ferret”, constituïda en honor de l'esposa d'Eladi Homs, Maria Ferret i Espanyol.